# Farnborough Airport
Farnborough Airport (engelska: TAG London Farnborough Airport, RAE Farnborough) är en flygplats i Storbritannien.   Den ligger i grevskapet Hampshire och riksdelen England, i den södra delen av landet, 50 km sydväst om huvudstaden London. Farnborough Airport ligger 72 meter över havet.
Terrängen runt Farnborough Airport är platt. Runt Farnborough Airport är det tätbefolkat, med 735 invånare per kvadratkilometer. Närmaste större samhälle är Farnborough, 2,5 km nordost om Farnborough Airport. Runt Farnborough Airport är det i huvudsak tätbebyggt.